# 62e British Academy Film Awards

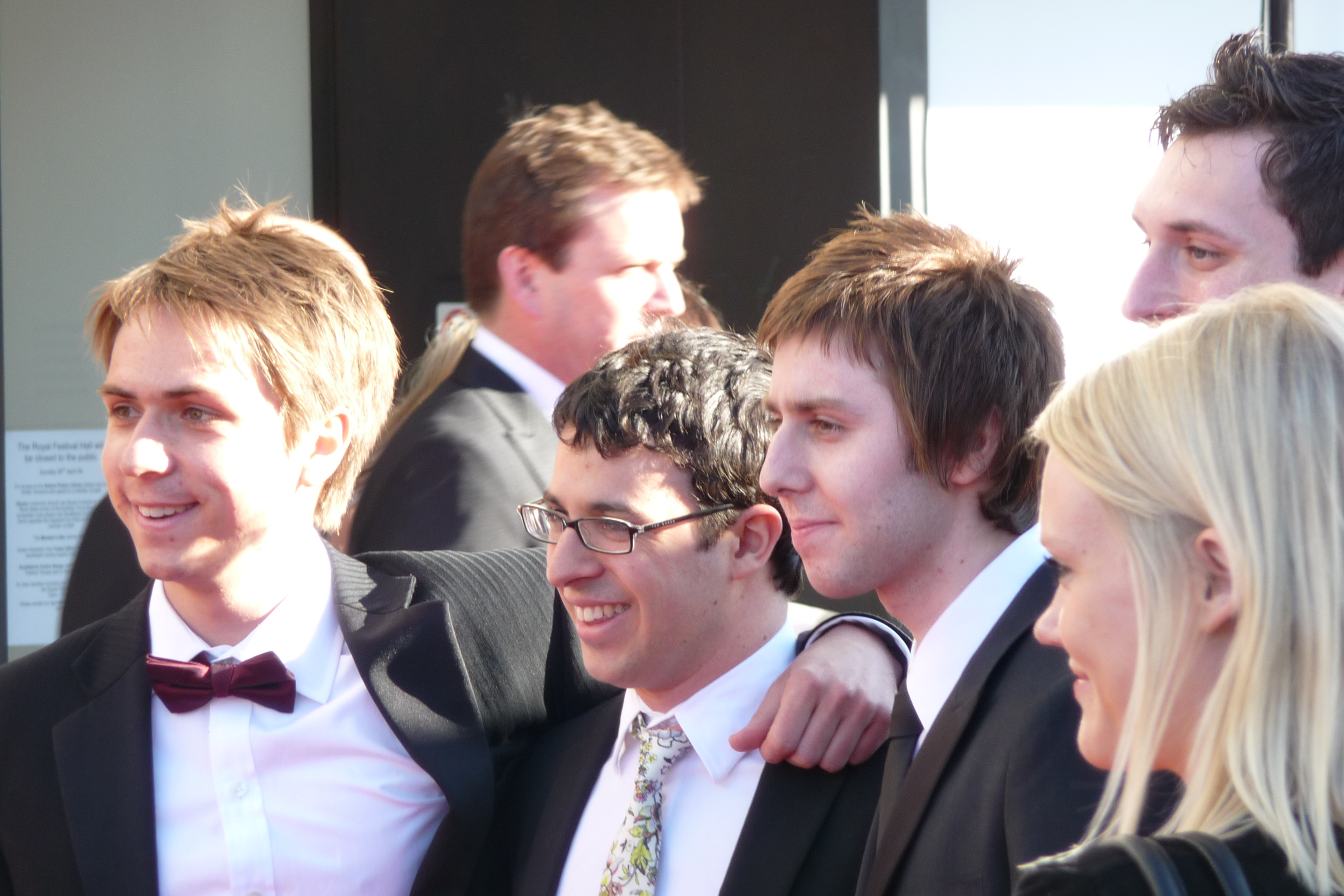
The Inbetweeners

De 62e British Academy Film Awards of BAFTA Awards werden uitgereikt op 8 februari 2009 voor de films uit 2008. De uitreiking vond plaats in het Royal Opera House in de Londense wijk Covent Garden.
De grote winnaars van de avond was Slumdog Millionaire met 7 BAFTA Awards, waaronder Beste Film en Beste Regisseur.

## Winnaars en genomineerden

### Beste acteur
Mickey Rourke – The Wrestler
- Frank Langella – Frost/Nixon
- Dev Patel – Slumdog Millionaire
- Sean Penn – Milk
- Brad Pitt – The Curious Case of Benjamin Button

### Beste actrice
Kate Winslet – The Reader
- Angelina Jolie – Changeling
- Kristin Scott Thomas – Il y a longtemps que je t'aime
- Meryl Streep – Doubt
- Kate Winslet – Revolutionary Road

### Beste animatiefilm
WALL•E
- Persepolis
- Vals Im Bashir

### Beste cinematografie
Slumdog Millionaire – Anthony Dod Mantle
- Changeling – Tom Stern
- The Curious Case of Benjamin Button – Claudio Miranda
- The Dark Knight – Wally Pfister
- The Reader – Chris Menges, Roger Deakins

### Beste kostuums
The Duchess – Michael O'Connor
- Changeling – Deborah Hopper
- The Curious Case of Benjamin Button – Jacqueline West
- The Dark Knight – Lindy Hemming
- Revolutionary Road – Albert Wolsky

### Beste regisseur
Danny Boyle – Slumdog Millionaire
- Clint Eastwood – Changeling
- David Fincher – The Curious Case of Benjamin Button
- Ron Howard – Frost/Nixon
- Stephen Daldry – The Reader

### Beste montage
Slumdog Millionaire – Chris Dickens

Twee mogelijke nominaties eindigden gelijk. Dit leidde tot zes nominaties in plaats van de gebruikelijke vijf.
- Changeling – Joel Cox en Gary D. Roach
- The Curious Case of Benjamin Button – Kirk Baxter en Angus Wall
- The Dark Knight – Lee Smith
- Frost/Nixon – Dan Hanley en Mike Hill
- In Bruges – Jon Gregory

### Beste film
Slumdog Millionaire
- The Curious Case of Benjamin Button
- Frost/Nixon
- Milk
- The Reader

### Beste Britse film(Alexander Korda Award for Best British Film)
Man on Wire
- Hunger
- In Bruges
- Mamma Mia!
- Slumdog Millionaire

### Beste niet-Engelstalige film
Il y a longtemps que je t'aime • Frankrijk
- Der Baader Meinhof Komplex • Duitsland
- Gomorra • Italië
- Persepolis • Frankrijk
- Vals Im Bashir • Israël

### Beste grime en haarstijl
The Curious Case of Benjamin Button – Jean Black, Colleen Callaghan
- The Dark Knight – Peter Robb-King
- The Duchess – Daniel Phillips, Jan Archibald
- Frost/Nixon – Edouard Henriques, Kim Santantonio
- Milk – Steven E. Anderson, Michael White

### Beste muziek(Anthony Asquith Award for Film Music)
Slumdog Millionaire – A.R. Rahman
- The Curious Case of Benjamin Button – Alexandre Desplat
- The Dark Knight – James Newton Howard and Hans Zimmer
- Mamma Mia! – Benny Andersson and Björn Ulvaeus
- WALL•E – Thomas Newman

### Beste productieontwerp
The Curious Case of Benjamin Button – Donald Graham Burt, Victor J. Zolfo
- Changeling – James J. Murakami, Gary Fettis
- The Dark Knight – Nathan Crowley, Peter Lando
- Revolutionary Road – Kristi Zea, Debra Schutt
- Slumdog Millionaire – Mark Digby, Michelle Day

### Beste bewerkte scenario
Slumdog Millionaire – Simon Beaufoy
- The Curious Case of Benjamin Button – Eric Roth
- Frost/Nixon – Peter Morgan
- The Reader – David Hare
- Revolutionary Road – Justin Haythe

### Beste originele scenario
In Bruges – Martin McDonagh
- Burn After Reading – Joel en Ethan Coen
- Changeling – J. Michael Straczynski
- Il y a longtemps que je t'aime – Philippe Claudel
- Milk – Dustin Lance Black

### Beste geluid
Slumdog Millionaire – Glenn Freemantle, Resul Pookutty, Richard Pryke, Tom Sayers, Ian Tapp
- Changeling – Walt Martin, Alan Robert Murray, John Reitz, Gregg Rudloff
- The Dark Knight – Lora Hirschberg, Richard King, Ed Novick, Gary Rizzo
- Quantum of Solace – Jimmy Boyle, Eddy Joseph, Chris Munro, Mike Prestwood Smith, Mark Taylor
- WALL•E – Ben Burtt, Tom Myers, Michael Semanick, Matthew Wood

### Beste mannelijke bijrol
Heath Ledger – The Dark Knight
- Robert Downey jr. – Tropic Thunder
- Brendan Gleeson – In Bruges
- Philip Seymour Hoffman – Doubt
- Brad Pitt – Burn After Reading

### Beste vrouwelijke bijrol
Penélope Cruz – Vicky Cristina Barcelona
- Amy Adams – Doubt
- Freida Pinto – Slumdog Millionaire
- Tilda Swinton – Burn After Reading
- Marisa Tomei – The Wrestler

### Beste visuele effecten
The Curious Case of Benjamin Button – Eric Barba, Craig Barron, – Nathan McGuinness, Edson Williams
- The Dark Knight – Chris Corbould, Nick Davis, Paul Franklin, Tim Webber
- Indiana Jones and the Kingdom of the Crystal Skull – Pablo Helman
- Iron Man – Shane Patrick Mahan, John Nelson, Ben Snow
- Quantum of Solace – Chris Corbould, Kevin Tod Haug

### Beste korte animatiefilm
A Matter of Loaf and Death – Steve Pegram, Nick Park, Bob Baker
- Codswallop – Greg McLeod, Myles McLeod
- Varmints – Sue Goffe, Marc Craste

### Beste korte film
September - Stewart le Maréchal, Esther May Campbell
- Kingsland 1 The Dreamer – Kate Ogborn, Tony Grisoni
- Love You More – Adrian Sturges, Sam Taylor-Wood, Patrick Marber
- Ralph – Olivier Kaempfer, Alex Winckler
- Voyages D'Affaires (The Business Trip) – Celine Quideau, Sean Ellis

### Carl Foreman Awardvoor een bijzondere prestatie door een Britse regisseur, schrijver of producer in hun eerste film
Steve McQueen - Hunger (regisseur/schrijver)
- Simon Chinn - Man on Wire (producer)
- Judy Craymer - Mamma Mia! (producer)
- Garth Jennings - Son of Rambow (schrijver)
- Roy Boulter en Solon Papadopoulos - Of Time and the City (producers)

### Orange Rising Star Award(publieksprijs)
Noel Clarke
- Michael Cera
- Michael Fassbender
- Rebecca Hall
- Toby Kebbell

### Opmerkelijke Britse bijdrage aan de Filmwereld
Shepperton Studios en Pinewood Studios

## Meerdere prijzen of nominaties
Films die meerdere prijzen hebben gewonnen:
- 7 Slumdog Millionaire
- 3 The Curious Case of Benjamin Button

Films die meerdere nominaties hadden:
- 11 The Curious Case of Benjamin Button en Slumdog Millionaire
- 9 The Dark Knight
- 8 Changeling
- 6 Frost/Nixon
- 5 The Reader
- 4 In Bruges, Milk en Revolutionary Road
- 3 Burn After Reading, Doubt, Il y a longtemps que je t'aime, Mamma Mia! en WALL•E
- 2 The Duchess, Quantum of Solace, Hunger, The Wrestler, Persepolis, en Vals Im Bashir

Personen met meerdere nominaties:
- 2 Brad Pitt en Kate Winslet

## Kijkcijfers
Er keken gemiddeld 4,9 miljoen mensen naar de uitreikingsceremonie. Het grootste aantal kijkers op één moment was 5,1 miljoen, op het moment dat drie BBC zenders de ceremonie uitzonden. In totaal hadden de BAFTA's een aandeel van 19%.